# Renato Mannheimer
Renato Mannheimer (Milano, 27 luglio 1947) è un sondaggista e sociologo italiano.

## Biografia
È nato da Ludvig Mannheimer, ebreo viennese industriale chimico ed ex editore, e dalla bosniaca Gertrud Klein, giunti a Milano col primogenito Herbert e la nonna materna praghese Ida Taussig (che lui non ha fatto in tempo a conoscere), dopo una lunga peregrinazione e arresti a causa delle persecuzioni naziste. A 13 anni ha perso suo padre.
Ha studiato Economia all'Università commerciale Luigi Bocconi, facendo parte di gruppi della sinistra extraparlamentare tra cui il gruppo maoista Servire il popolo, nel quale aveva un incarico particolare: smerciare i libri che i compagni ricchi avevano sottratto alle biblioteche paterne per l'autofinanziamento. Si è laureato nel 1971.
Già docente di analisi dell'opinione pubblica, tecniche di analisi dell'opinione pubblica, tecniche di rilevazione presso l'Università degli Studi di Milano-Bicocca, ha collaborato con diversi programmi televisivi di informazione, tra cui Porta a Porta. Inoltre è stato sondaggista e analista delle tendenze elettorali per il Corriere della Sera e saltuariamente svolge tale attività per Il Giornale. Guida l'ISPO, Istituto per gli Studi sulla Pubblica Opinione.
È stato sposato con Barbara Pollastrini.
È stato fino al febbraio 2014 presidente dell'Agenzia per il controllo e la qualità dei servizi pubblici locali del Comune di Roma, da cui si è dimesso in seguito all'inchiesta giudiziaria che lo ha coinvolto. Ha patteggiato una condanna a un anno e 11 mesi di carcere per evasione fiscale, restituendo al fisco le somme evase pari a 6 milioni di euro. A seguito del clamore determinato dalla vicenda giudiziaria Bruno Vespa lo ha allontanato dalla sua trasmissione televisiva dove era ospite fisso.

## Libri
- Gli abitanti del degrado edilizio (1976)
- Mutamento sociale e comportamento elettorale. Il caso del referendum sul divorzio, con G.A. Micheli e F. Zajczyk (1978)
- Gli operai comunisti, con M. Rodriguez e C. Sebastiani (1979)
- Governanti in Italia. Un trentennio repubblicano (1946-1976). con M. Calise (1982)
- L'identità comunista: i militanti, la struttura, la cultura del Pci, con A. Accornero e R. Sebastiani (1983)
- Il mercato elettorale. Identikit dell'elettore italiano, con G. Sani (1987)
- La Lega Lombarda (1991)
- La catena del valore nell'industria delle telecomunicazioni in Italia, con A. Illy e T. Frova (1998)
- I sondaggi, con M. Barisione (1999)
- Occhio alla borsa. Gli italiani e gli investimenti finanziari, con P. Misciattelli e S. Operto (2001)
- La conquista degli astenuti, con G. Sani (2001)
- Gli italiani e la politica. Consensi e delusioni 2002-2003 (2003)
- Tic Tipi Italiani Contemporanei, con C. Baresani (2006)